# HMS Norfolk (D21)
El HMS Norfolk (D21) fue un destructor de la clase County que sirvió en la Marina Real entre 1970 y 1981 y luego en la Armada de Chile entre 1982 y 2006 como Capitán Prat (DLH-11).

## Construcción
El HMS Norfolk fue construido por Swan Hunter en Wallsend. Los trabajos iniciaron el 15 de marzo de 1966, el casco fue botado el 16 de noviembre de 1967 y el buque terminado fue entregado a la Marina Real el 7 de marzo de 1970.
Desplazaba 5440 t en condiciones estándar y hasta 6200 t a plena carga y alcanzaba una velocidad de 30 nudos. Lo hacía con una propulsión COSAG, compuesta por dos turbinas de vapor de 30 000 shp y cuatro turbinas de gas de 30 000 shp.
Estaba armado de cuatro lanzadores de misiles antibuque Exocet —sin recargas—, dos cañones Mk 6 de 115 mm y dos cañones simples de 20 mm. Como complemento, cargaba un helicóptero Westland Wessex.

## Historia de servicio
Fue vendido a Chile en 1981, donde el buque fue bautizado Capitán Prat (DLG-11). El buque sirvió en este país sudamericano hasta 2006, cuando fue retirado definitivamente.